# Arnoldo Hax
Arnoldo C. Hax (Santiago, Chile, 9 de agosto de 1936-20 de abril de 2023) fue profesor chileno de la Sloan School of Management del Massachusetts Institute of Technology (MIT) y autoridad global reconocida en temas de estrategia organizacional, emprendimiento e innovación tecnológica. Cuestionador de la visión estratégica de Michael Porter considerando un enfoque centrado en el cliente a través del Modelo Delta de gestión estratégica.

## Estudios y vida laboral
Estudió Ingeniería Industrial en la Universidad Católica de Chile, donde se gradúa en 1960 como el mejor alumno de su promoción. En 1963 obtiene un máster en Ingeniería Industrial en la Universidad de Míchigan. Ese mismo año asume como director de la Escuela de Ingeniería de la Universidad Católica, siendo el director más joven de su historia.  En 1965 regresa a Estados Unidos y en 1967 obtiene un doctorado en Investigación Operativa en la Universidad de California en Berkeley.
Es profesor emérito de Management en la Sloan School of Management del MIT, de la que fue vicedecano. También ha colaborado con la Harvard Business School (1970 - 1972 y en 1992), la Universidad de California (Berkeley), la Universidad Católica de Chile, entre otras instituciones de educación superior.

## Libros
Arnoldo Hax ha publicado nueve libros. De ellos se pueden destacar:
El primer fue publicado en 1977, se denomina “Programación Matemática Aplicada” del que es coautor con Stephen Bradley y Thomas Magnanti. Se trata de un clásico en investigación operativa y ha tenido sucesivas reediciones en los últimos 25 años. Entre los temas que trata de la programación matemática están: programación lineal, modelos de redes, programación dinámica, sistemas de gran tamaño y programación no lineal. También ofrece ejemplos de aplicaciones prácticas de dichos métodos a problemas reales: la industria del aluminio, en la flota de la marina mercante de EE. UU., diseño de ofertas de reparación de barcos en astillero y planificación de una cartera bancaria.
El segundo libro “Producción y Gestión de Inventarios” realizado en coautoría con Dan Candea fue publicado en 1984 (ISBN 978-0137248803). Fue premiado como "Libro del Año" por los Editores de Libros Estadounidenses.[cita requerida] En el texto se analiza diseño de instalaciones, planificación agregada de la producción, gestión de almacenes, planificación de operaciones y sistemas jerárquicos de planificación de la producción. También tiene un capítulo dedicados al “Diseño de Sistemas Jerárquicos de Producción”, que integran y optimizan las decisiones de producción, desde la planificación de la planta hasta la programación diaria.
Gestión estratégica: una perspectiva integradora, del que es coautor con Nicolás Majluf y editado en 1984. Se trata del primero de una serie de tres textos sobre estrategia empresarial y ha sido traducido al español, italiano y alemán. Este texto da a conocer los principales conceptos y herramientas en la planificación estratégica: la curva de experiencia, la matriz de crecimiento-cuota de mercado, la matriz de atractivo del sector-fortaleza de la posición, el enfoque del ciclo de vida en la estrategia, el concepto de la creación de valor económico y el uso de los estados financieros en el análisis competitivo. También Hax y Majluf desarrollan una nueva metodología para elaboración del plan estratégico e una empresa, integrando las estrategias corporativa, de negocio y funcionales.
El modelo Delta (2010,  ISBN 978-1441914798) es uno de sus libros más conocidos. Uno de los más poderosos modelos para el éxito estratégico. Ubica al consumidor en el centro de la estrategia. Por lo tanto, se debe ofrecer valor al consumidor de forma creativa y única para ser exitoso en la industria. Entre las máximas de Hax: Se debe lograr devoción del consumidor (bonding), no se trata de lograr una ventaja competitiva únicamente. El libro además contiene las 8 competencias de la firma, el modelo de extended enterprise y el balanced scorecard según Hax como herramienta de medición, no estratégica.

## Premios
- Distinguido como doctor honoris causa por la Pontificia Universidad Católica de Chile[2] y por la Universidad Politécnica de Madrid.[3][4]
- Recibió la Medalla Centenario de la P. Universidad Católica "por su importante labor en favor del desarrollo de la Universidad Católica".[2]
- Recibió la Medalla Comendador de la Orden al Mérito de Chile "por una vida de distinguido servicio a Chile".[5]